# Liegruppe
I matematikken er en Liegruppe en gruppe, der også er en glat mangfoldighed med den yderligere egenskab, at gruppeoperationerne er kompatible med den glatte struktur; mere præcist at multiplikation og inversion er glatte afbildninger. Liegrupper er opkaldt efter den norske matematiker Sophus Lie, som i det 19. århundrede dannede grundlaget for teorien om kontinuerte transformationsgrupper.
Liegrupper repræsenterer den mest omfattende teori for kontinuert symmetri af matematiske objekter og strukturer, og de er derfor et uundværligt værktøj i mange områder i moderne matematik såvel som i moderne teoretisk fysik. De bidrager med en naturlig ramme for analyse af kontinuert symmetri af differentialligninger på samme måde som permutationsgrupper benyttes til analyse af diskrete symmetrier af algebraiske ligninger i Galoisteori. Stræben efter en udvidelse af Galoisteorien til situationen med kontinuerte symmetrigrupper var en af Lies hovedmotivationer.